# Фрідріх III (курфюрст Пфальцу)
Фрідріх III Побожний (нім. Friedrich III. der Fromme; 14 лютого 1515 — 26 жовтня 1576) — 11-й Курфюрст Пфальцу в 1559—1576 роках. Впровадив у державі кальвінізм.

## Життєпис

### Курпринц
Походив з Рейнських Віттельсбахів, Зіммернської гілки. Старший син Йоганна II, пфальцграфа Зіммерну, та Беатрікс Баденської. Народився 1515 року в Зіммерні. Здобув гарну освіту. З 1528 року разом з братами Георгом і Рейхардом навчався в Кельнському університеті. Потім перебував при дворах Лотарингії, Льєзького єпископства, імператора Карла V в Брюсселі, де вивчав державне керування. В результаті вільно володів латиною й французькою мовою.
З 1530-х років Фрідріх став заміщати батька як володар Зіммерна. У 1537 році пошлюбив представницю Кульмбаських Гогенцоллернів.
1546 року під впливом дружини долучився до лютеран. Того ж року призначено намісником франконських володінь Альбрехта II Алківіада, маркграфа Бранденбург-Кульмбаху. Через фінансову скруту родини дружина Фрідріха декілька разів зверталася по допомогу до Альбрехта, герцога Пруссії.

### Пфальцграф
У 1557 році після смерті батька успадкував пфальцграфство Зіммерн (як Фрідріх II). Того ж року впровадив в пфальцграфстві лютеранство. Було видано церковний статут, що копіював подібний з Пфальцу від 1543 року. У 1557 та 1558 роках брав участь у зборах протестантських князів у Франкфурті-на-Майні.

### Курфюрст
У 1559 році після смерті Отто Генріха I стає курфюрстом Пфальцу. Невдовзі на церковному соборі Пфальца розгорнулося протистояння між лютеранами і кальвіністами. Поступово Фрідріх III став переходити на бік останніх.
У 1561 році навернувся з лютеранства до кальвінізму. Тому запросив до Гайдельбергу відомих прихильників кальвінізму — Еммануїла Тремелліуса і Захарія Урсіна. За цим відбулася реформа церкви в кальвіністському дусі. Доходи від монастирів та церквоних фундацій конфіскували. 1562 року надав прихисток протестантам з Нідерландів.
1563 року опубліковано Гайдельберзький катехізіс, який поступово намагався нав'язати своїм сусідам: графствам Від (1564 рік), Пфальц-Цвайбрюкен і Нассау-Ділленбург (1560-ті), Веттерау, Вестервальд, Бентгайм-Текленбург, Сайн-Вітгенштейн, Зольмс-Браунфельс, Ганау-Мюнценберг (протягом 1570-х).
До 1564 року була придушена лютеранська опозиція. 1565 року імператор Максиміліан II наказав курфюрсту Фрідріху III анулювати зміни. На рейхстазі в Аусбурзі 1566 року планувалося вилучити пфальцького курфюрста з-під захисту Аугсбурзького релігійного миру. Втім цьому завадив Август Веттін, курфюрст Саксонії. Разом з цим Фрідріх ІІІ не отримав підтримки в спробі переглянути умови Аугсбурзького релігійного миру з метою наданню кальвінізму юридичного визнання.
1567 року помирає його дружина. У 1568 році відправив сина Йоганна Казимира на допомогу французьким гугенотам. 1569 року надав допомогу Вольфгангу Віттельсбаху, герцогу Пфальц-Нойбургу в поході на підтримку французьким гугенотам. В тому ж році оженився вдруге — з вдовою одного з лідерів нідерландських гугенотів Гендріка ван Бредероде.. До 1570 року зумів придушити опір лютеран у Верхньому Пфальці. Водночас стикнувся з діяльність антитринитаріїв, яких суворо переслідував.
1571 року організував диспут між анабаптистами і кальвіністами, сподіваючись навернути перших до кальвінізму. У 1573 році відправив війська під орудою сина Крістофа на допомогу протестантам Нідерландів на чолі із братами Оранськими. Проте у 1574 році в битві на Моокській рівнині орансько-пфальцькі війська зазнали поразки від іспанців, а Крістоф загинув. У 1575 і 1576 роках Фрідріх III знову відправляв війська на допомогу гугенотам Франції.
Помер 1576 року. Йому спадкував син Людвіг VI.

## Родина
1. Дружина — Марія, донька Казимира Гогенцоллерна, маркграфа Бранденбург-Кульбаського
Діти:
- Альберта (1538—1553)
- Людвіг (1539—1583), 12-й курфюрст Пфальцу, в шлюбі з Єлизаветою Гессенською
- Єлизавета (1540—1594), дружина Йоганна Фрідріха II Веттіна, герцога Саксонії
- Герман Людвіг (1541—1556)
- Йоганн Казимир (1543—1592), в шлюбі з Єлизаветою Саксонською
- Доротея Сузанна (1544—1592), дружина Йоганна Вільгельма I, герцога Саксен-Веймару
- Альбрехт (1546—1547)
- Анна Єлизавета (1549—1609), дружина: 1) Філіппа II, ландграфа Гессен-Рейнфельса; 2) Йоганна Августа, пфальцграфа Лютцельштейну
- Крістоф (1551—1574)
- Карл (1552—1555)
- Кунігунда Якобея (1556—1586), дружина Йоганна VI, графа Нассау-Ділленбург

2. Дружина — Амалія, донька Гумпрехта II фон Нойєнар-Альпен
Діти: не було